# 七月廿九
七月廿九，农历七月第廿九天。

## 节假日和习俗
- 「關鬼門」，七月廿九是閩南俗稱的「關鬼門」，也就是關閉閻羅王所管轄的地府之門的日子，到人間的鬼魂結束遊玩，返回地府
- 本日禁忌：忌開店超過亥時，本日為地府關門之日，民俗禁開店過亥時，避免鬼魂流連人間，不願意返地府[1]。

## 参看
- 日历
- 七月廿七 - 七月廿八 - 七月廿九 - 七月三十 - 八月初一
- 六月廿九 - 七月廿九 - 八月廿九
- 正月 - 二月 - 三月 - 四月 - 五月 - 六月 - 七月 - 八月 - 九月 - 十月 - 十一月 - 腊月
- 公历7月29日

1. ↑  林仁川、黄福才. . 中國: 福建敎育出版社. 1997-11-01. ISBN 9787533420314 （中文（中国大陆））.